# Scherzboden
Scherzboden je naselje v Občini Zobrce v Okraju Beljak-dežela na Koroškem v Avstriji.